# Ribeirãozinho
Ribeirãozinho é um município brasileiro do estado de Mato Grosso, localizado na latitude sul 16º29'07", longitude oeste 52º41'32", altitude de 477 metros acima do nível do mar. Em 2004, a população estimada era de 2.263 habitantes. A área do município é de 624,997 km².

## História
Ribeirãozinho foi criado como distrito de Ponte Branca, em 1958. Em 20 de dezembro de 1991 (lei estadual nº 5910), foi elevado a município.

## Últimos prefeitos eleitos
| Ano  | Prefeito      | Partido | Votos | %      | Ref    |
| ---- | ------------- | ------- | ----- | ------ | ------ |
| 2004 | Eraldo Vera   | PFL     | 781   | 50,71  | [ 7 ]  |
| 2008 | Profº Marcos  | PPS     | 728   | 51,23  | [ 8 ]  |
| 2012 | Profº Marcos  | PSD     | 1.248 | 100,00 | [ 9 ]  |
| 2016 | Ronivon       | PSDB    | 1.097 | 62,94  | [ 10 ] |
| 2020 | Ronivon       | PSDB    | 982   | 55,64  | [ 11 ] |
| 2024 | Danilo Coelho | PSB     | 1.140 | 51,03  | [ 12 ] |